# Каратамак
Каратамак (баш. Ҡаратамаҡ, тат. Каратамак) — деревня в Бураевском районе Республики Башкортостан Российской Федерации. Входит в состав Кушманаковского сельсовета.

## География

### Географическое положение
Расстояние до:
- районного центра (Бураево): 13 км,
- центра сельсовета (Кушманаково): 3 км,
- ближайшей ж/д станции (Янаул): 81 км.

## История
В «Списке населенных мест по сведениям 1870 года», изданном в 1877 году, населённый пункт упомянут как деревня Кара-Тамакова 5-го стана Бирского уезда Уфимской губернии. Располагалась при речке Каратамаке, по левую сторону просёлочной дороги из Бирска в Осу, в 55 верстах от уездного города Бирска и в 67 верстах от становой квартиры в деревне Суслова. В деревне, в 54 дворах жили 364 человека (189 мужчин и 175 женщин, тептяри), была мечеть. Жители занимались земледелием, скотоводством, пчеловодством.

## Население
| 2002 | 2009 | 2010 |
| ---- | ---- | ---- |
| 193  | ↘175 | ↘136 |

Согласно переписи 2002 года, преобладающие национальности — башкиры (62 %), татары (37 %).